# John Isaac Thornycroft
John Isaac Thornycroft, född den 1 februari 1843 i Rom, död den 28 juni 1928 i Bembridge på Isle of Wight, var en brittisk fartygs- och maskinkonstruktör, son till skulptörerna Thomas och Mary Thornycroft. 
Thornycroft inrättade 1866 i Chiswick vid Themsen ett skeppsvarv och bidrog till utvecklingen av såväl skeppsbyggeriet som maskinväsendet, särskilt i riktning att uppnå höga farter hos fartygen. Han byggde 1871 en liten ångyacht, som med en längd av blott 15 meter lyckades uppnå den då mycket höga farten av 16 knop. 
Den av Thornycroft 1878 byggda torpedbåten "Lightning" blev urtypen för de sedan i alla mariner så talrikt förekommande torpedbåtarna; dessa benämndes också till en början "Thornycroftbåtar". Han konstruerade en efter honom benämnd vattenrörpanna, som fick ganska stor användning på torpedbåtar och jagare, liksom en roderanordning, som användes på såväl torpedfartyg som större örlogsfartyg och består av två bredvid varandra på ömse sidor om fartygets medellinje sittande balansroder. Thornycrofts verkstäder blev huvudsakligen kända för sina torpedbåtar och jagare. Thornycroft, som adlades 1902, var vice president i Royal Institution of Naval Architects samt ledamot av Royal Society.